# Pontonia stylirostris
Pontonia stylirostris är en kräftdjursart som beskrevs av Lipke Bijdeley Holthuis 1952. Pontonia stylirostris ingår i släktet Pontonia och familjen Palaemonidae. Inga underarter finns listade i Catalogue of Life.